# (13025) Zürich
(13025) Zürich – planetoida z grupy pasa głównego asteroid okrążająca Słońce w ciągu 3 lat i 248 dni w średniej odległości 2,38 j.a. Została odkryta 28 stycznia 1989 roku. Przed nadaniem nazwy planetoida nosiła oznaczenie tymczasowe (13025) 1989 BA.